# 岱山机场
岱山机场是位于浙江省岱山岛境内的军用机场。具体在岱山县岱西镇、高亭镇和东沙镇之间。

## 机场初建
岱山机场的兴建，初议于民国二十五年（1936年），但其积极进行则在民国三十七年（1948年）。

第二次国共内战时期，因国府相继丢失大陆多个省份，遂决定建设岱山机场，做为重要基地，民国三十八年（1949年）七月机场正式开建。机场选址北起石桥镇（今东沙镇桥头）老鼠山（该山已因兴建机场供应石方而挖平），南至南浦癞头山。当时机场指挥塔的兴建，征召了定海、岱山地区大量的大木、泥水师傅。而跑道的修建，由于当时定海、岱山地区机械缺乏，而由台湾运来的器械也面临地形限制、修理不便等问题，所以主要由岱山居民人力完成，这也得益于当地本为盐场，盐民不论老少，均擅肩挑。

1950年初机场完成，中华民国空军总司令周至柔之侄周有湘代表先期视察机场时乘坐的小型双翼教练机为第一架降落岱山机场的飞机。机场落成后，成为中华民国空军空袭上海、杭州等邻近大陆地区重要城市的主要空军基地。1950年5月舟山撤退时，所有营房、跑道均遭破坏。

岱山机场建设地，原为东岱山和西岱山两个岛屿之间的滩涂，机场兴建也使这两个岛屿彻底连为一体，成为岱山岛。

## 1950年以后
1950年后，中国人民解放军进入舟山群岛，岱山机场由解放军海军航空兵接管，也成为解放军的重要海上国防基地。1983年11月14日，岱山机场发生王学成起義駕機赴台。